# Agave polianthiflora
Agave polianthiflora är en sparrisväxtart som beskrevs av Howard Scott Gentry. Agave polianthiflora ingår i släktet Agave och familjen sparrisväxter. Inga underarter finns listade i Catalogue of Life.

## Bildgalleri

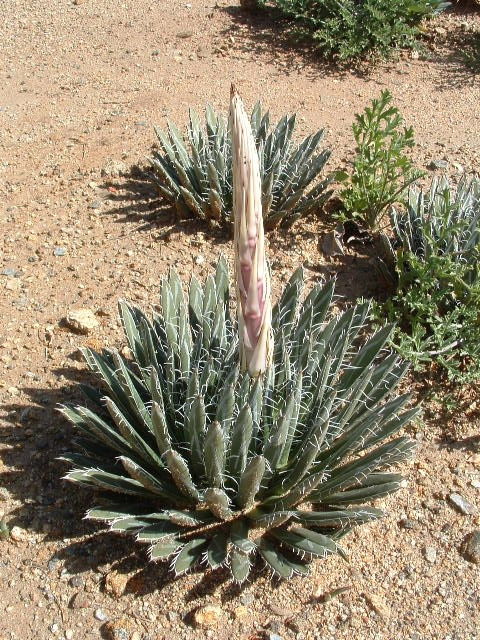
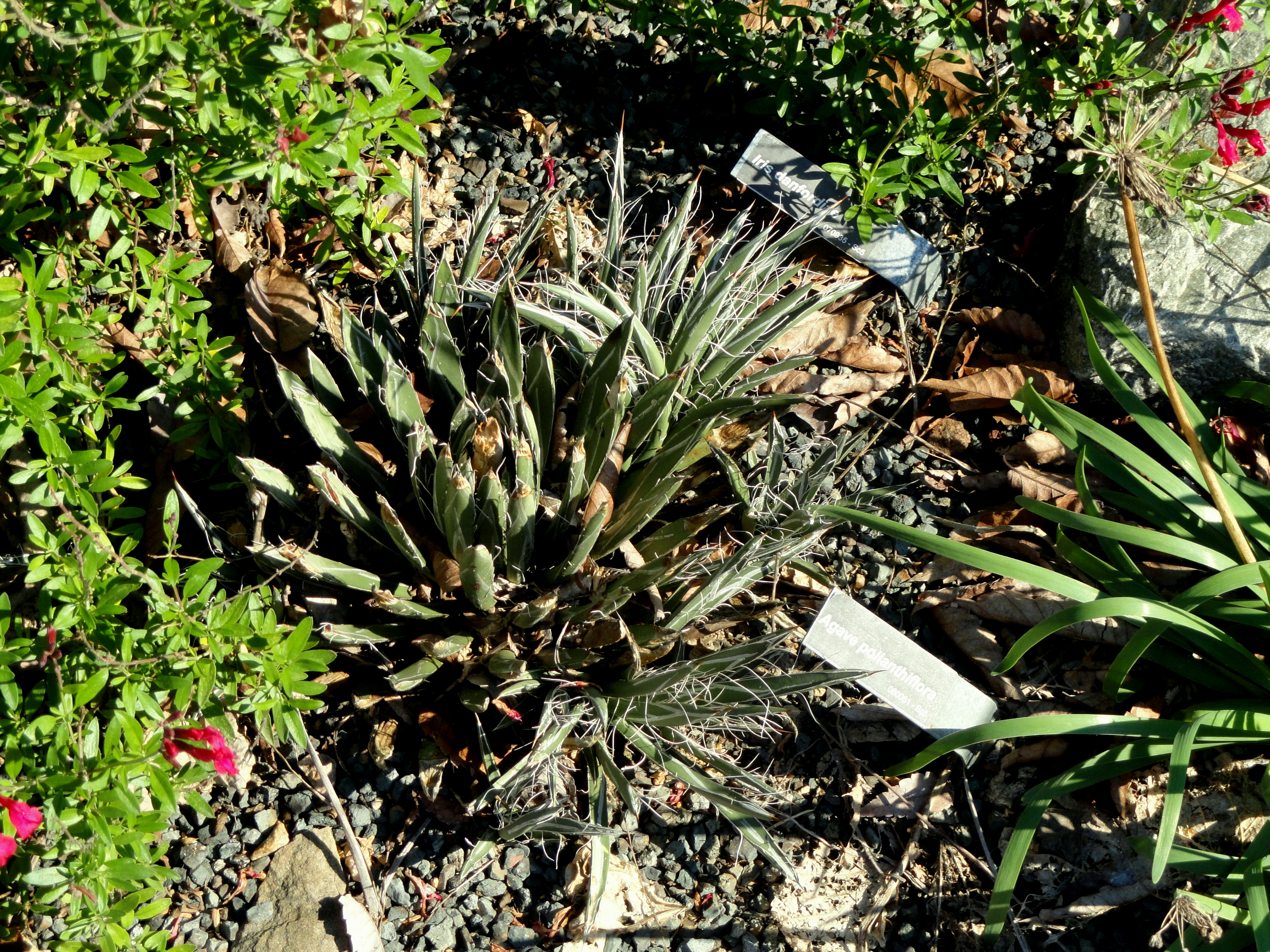
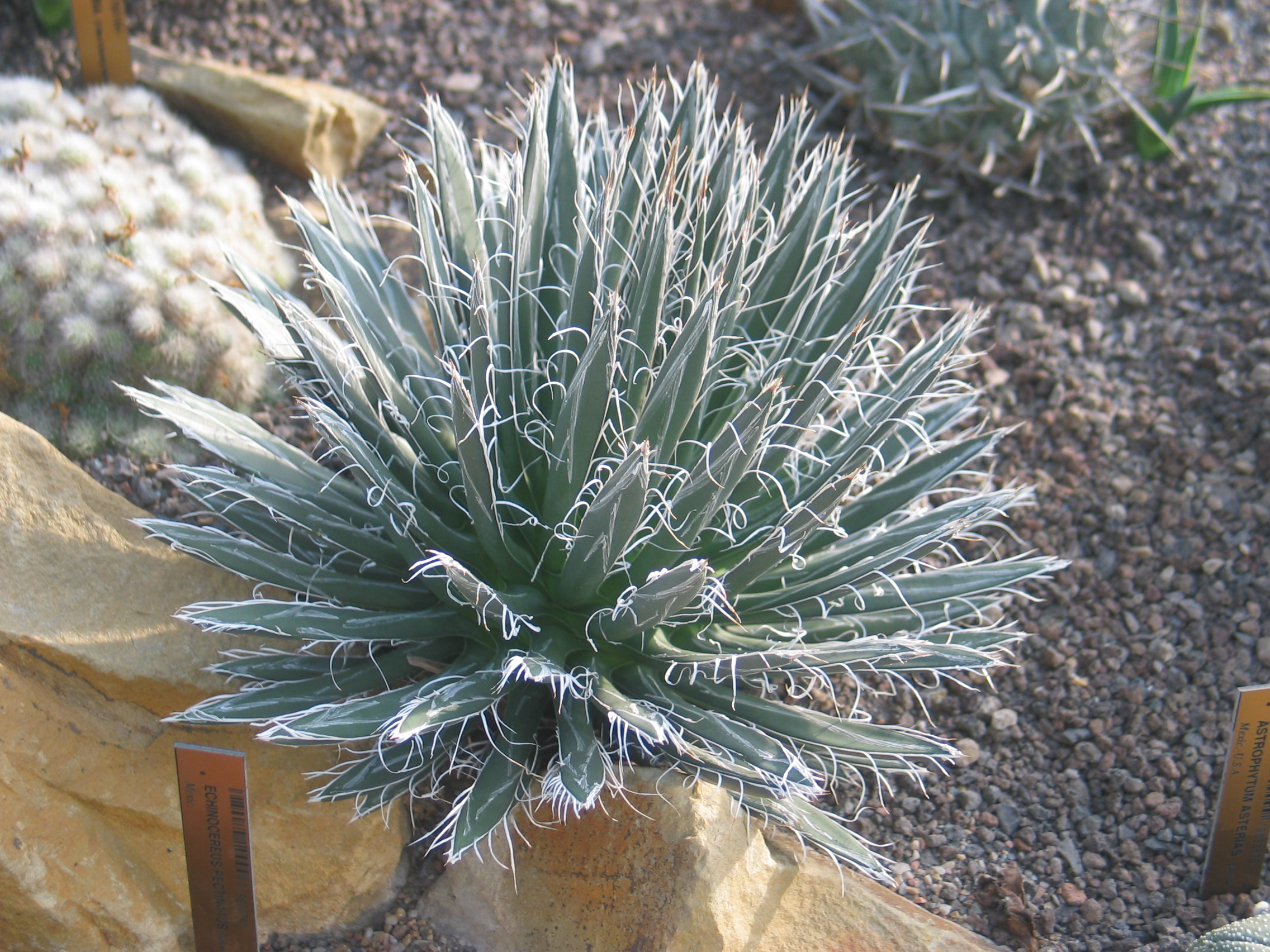